# Kurzkopf-Paramomaus
Die Kurzkopf-Paramomaus (Thomasomys baeops) ist ein Nagetier in der Familie der Wühler, das im Nordwesten Südamerikas vorkommt.

## Merkmale
Mit einer Kopf-Rumpf-Länge von 95 bis 120 mm, einer Schwanzlänge von 106 bis 147 mm und einem Gewicht von 27 bis 45 g ist die Art eine der kleineren Paramo-Mäuse. Sie hat 24 bis 27 mm lange Hinterfüße und 16 bis 19 mm lange Ohren. Die Oberseite ist mit graubraunem Fell bedeckt, das weich und wollig ist. Auf der Unterseite kommt silbergraues Fell vor, das hellbraune Schattierungen aufweisen kann. Die Kurzkopf-Paramomaus hat hellbraune Haare auf der Oberseite von Vorder- und Hinterpfoten sowie weißliche Finger und Zehen. Bei einigen Exemplaren ist die Schwanzunterseite deutlich heller als die Oberseite. Kennzeichnend sind lange Vibrissen, die hinter die Ohren reichen, wenn sie zurückgebogen werden. Am Hinterfuß sind der große und der fünfte Zeh auffällig lang. Bei Weibchen liegen zwei Zitzen auf der Brust, zwei auf dem Bauch und zwei im Leistenbereich.

## Verbreitung
Dieses Nagetier lebt in den Anden von Kolumbien bis ins südliche Ecuador. Es bewohnt Gebiete, die auf 1300 bis 3800 Meter Höhe liegen. Die Kurzkopf-Paramomaus hält sich in Wolken- und Nebelwäldern, in Galeriewäldern, auf Bergwiesen und in der Hochlandsteppe Páramo auf.

## Lebensweise
Die Exemplare halten sich auf dem Boden auf und klettern auf kleinen moosbedeckten Bäumen. Sie sind häufig im Umfeld von Bächen zu finden. Die Nahrung besteht meist aus Pflanzensamen und Insekten. Ein Exemplar in Gefangenschaft konnte erfolgreich mit Früchten von Coriaria ruscifolia (Gerbersträucher), Gaultheria glomerata (Scheinbeeren), Pernettya prostrata und Rubus nubigenus gefüttert werden. In der Trockenzeit im September wurden ein trächtiges Weibchen mit drei Embryos und andere Weibchen mit milchführenden Zitzen dokumentiert.

## Gefährdung
Vermutlich führen Waldrodungen und die Umwandlung von Grasflächen zu Feldern zu einer Populationsminderung. Da die Kurzkopf-Paramomaus recht anpassungsfähig ist und da sie in verschiedenen Schutzgebieten vorkommt, wird sie von der IUCN als „nicht gefährdet“ (least concern) gelistet.